# رشاش ماكسيم
رشاش ماكسيم (بالإنجليزية: Maxim gun)‏ هو أول رشاش آلي في العالم أخترعه السير وليم ماكسيم عام 1884 وأدخل عليه تعديلات عام 1894 لاستخدام الذخيرة بدون دخان، ولد السير وليم ماكسيم في الولايات المتحدة وهاجر إلى بريطانيا وحصل على جنسيتها.